# Probevorbereitung
Die Probevorbereitung ist ein wichtiger Schritt in einem chemischen Analyseverfahren. Die nach der Probenahme vorliegenden Proben sind in der ursprünglichen Form (Flusswasser, Boden, Erz usw.) meistens nicht geeignet, um an ihnen Methoden der Instrumentellen Analytik durchzuführen. In der Probevorbereitung gilt es, den Analyten vollständig, zumindest aber reproduzierbar in eine homogen gelöste Form zu überführen. Dazu muss eine feste Analysenprobe meist getrocknet, zerkleinert und verjüngt werden. Unter Verjüngung versteht man das statistisch repräsentative Teilen der Probe, um zu einer kleinen Menge zu gelangen, die man einwägen kann. Daran schließt sich im Allgemeinen bei anorganischen Analysen ein Aufschluss oder bei organischen Analyten eine Extraktion an.
Alle Schritte der Probevorbereitung sind anfällig gegenüber zufälligen und systematischen Fehlern. Vom Ausmaß her liegen sie über denen bei der eigentlichen Analyse. Große Fehler im zweistelligen Prozentbereich sind durch Analytverlust oder Kontamination zu erwarten, wenn nicht mit der notwendigen Sorgfalt und unter Verwendung interner Standards gearbeitet wird. Entscheidend ist auch der Reinheitsgrad der verwendeten Chemikalien und die Berücksichtigung von Blindwertanalysen.
Durch Anwendung automatisierter und standardisierter Arbeitstechniken lassen sich Fehler bei der Probenvorbereitung weitgehend vermeiden.